# Plusiopalpa shisa
Plusiopalpa shisa är en fjärilsart som beskrevs av Embrik Strand 1919. Plusiopalpa shisa ingår i släktet Plusiopalpa och familjen nattflyn. Inga underarter finns listade i Catalogue of Life.